# Старченко, Валентина Михайловна
Валентина Михайловна Старченко (1950—2017) — советский и российский ботаник, доктор биологических наук, специалист в области систематики сосудистых растений, исследователь флоры Дальнего Востока России.

## Биография
В 1973 году окончила Благовещенский государственный педагогический институт.
В 1975 году поступила в аспирантуру по специальности «Ботаника и хемотаксономия» в Тихоокеанский институт биоорганической химии (ТИБОХ) ДВНЦ АН СССР (с 1979 года младший научный сотрудник лаборатории хемотаксономии растений ТИБОХ).
В 1981 году защитила кандидатскую диссертацию.
С 1987 года старший научный сотрудник лаборатории экологии и динамики природных процессов Амурского комплексного научно-исследовательского института (АмурКНИИ) ДВНЦ АН СССР (с 1994 года лаборатория реорганизована в Ботанический сад Амурского научного центра (АмурНЦ) ДВО РАН).
С 2003 года заведующий лабораторией ботаники Ботанического сада АмурНЦ ДВО РАН (с того же года — Амурский филиал Ботанического сада-института ДВО РАН).
В 2003 года присвоено учёное звание доцента по специальности «Ботаника».
В 2008 году защитила докторскую диссертацию.
В честь В. М. Старченко назван вид растений Eleocharis starczenkoae A.E.Kozhevn. (2006).

## Избранные труды
Автор и соавтор 166 работ, в том числе 2 авторских монографий и 9 в соавторстве.
- Старченко В. М. Бурачниковые (Boraginaceae G.Don) советского Дальнего Востока. — Владивосток : ДВНЦ АН СССР, 1985. — 108 с.
- Старченко В. М. Флора Амурской области и вопросы ее охраны : Дальний Восток России. — М. : Наука, 2008. — 228 с. — ISBN 978-5-02-035865-2.

Участвовала в создании Красной книги Еврейской автономной области (2006) и Красной книги Амурской области (2009).